# Боднарук Іван Лазарович
Іва́н Лазарович Боднару́к (8 грудня 1903, с. Білявинці — 31 грудня 1990, Чикаго) — український педагог-просвітянин, письменник, есеїст, журналіст, громадський діяч, літературний критик і рецензент.

## Життєпис
Народився 8 грудня 1903 року в селі Білявинці поблизу м. Бучача (Західна Україна, нині Чортківський район Тернопільської області, Україна, тоді Бучацький повіт Королівства Галичини та Володимирії, Австро-Угорщина) в родині священика УГКЦ отця Лазаря та Іванни (з Кміцикевичів) Боднаруків.
Закінчив Бучацьку державну гімназію (польськомовну), диплом магістра філософії здобув у Львівському університеті 1928 року зі слов'янської філології (українська і польська мови). Після дворічної практики в державній і приватній гімназіях у Стрию склав професорський іспит у Варшавському університеті в 1931 році. Далі продовжував учителювати у Стрию в учительській дівочій гімназії[джерело?] та в гімназії для хлопців. Крім того, працював у музеї «Верховина» та був активним членом багатьох громадських організацій.
У другій половині 40-х років опиняється на еміграції в Німеччині, де працював директором неповної середньої школи в українському таборі переміщених осіб у Бургдорфі (біля Ганноверу). Крім цілоденної праці в школі, був культурно-освітнім референтом у таборі, керував вечірніми курсами для неписьменних, що мали виїжджати до Англії та Канади.
У 1948 році І. Боднарук разом із дружиною (теж учителькою) Леонтією та синами Ростиславом і Богданом виїжджають до Бразилії. У місті Прудентополі (штат Парана) працював учителем у Малій семінарії оо. Василіян та допомагав у редагуванні газети «Праця» і календарів-альманахів тощо. У цей час підготував і видав для школярів-українців «Буквар» і «Другу читанку». У 1949 році окремою книжкою вийшли його спогади про митрополита Андрея Шептицького під назвою «Великий Чернець і Народолюбець». У 1955 році разом із сім'єю перебрався на помешкання до міста Куритиба, де, крім педагогічної діяльності, брав участь у громадській роботі.
До США переїхав з родиною в 1960 році та оселився в місті Чикаго. Тут працював у школі українознавства (викладач української мови і літератури у Вищій школі оо. Василіян) і у видавництві Миколи Денисюка, в Українському Національному Музеї, викладав у Народному університеті та брав активну участь у релігійно-громадському житті української громади як член об'єднань «Обнова» й «Учительська громада». В 1963 році переїхав до Детройта, де працював вчителем української мови у Вищій школі («гайскул») оо. Василіян та школі українознавства. Тут упорядкував пропам'ятну книгу парафії Непорочного Зачаття Пресвятої Богородиці.
Протягом своєї педагогічної та громадської діяльності І. Боднарук активно виступав на сторінках українських періодичних видань країн Заходу. Його статті, замітки з'являлись у таких часописах США, як: «Свобода», «Америка», «Церковний Вісник», «Нова зоря», «Жіночій світ», «Дзвони», «Дітройські новини» та «Квітучі береги». В Аргентині друкувався в «Нашому кличі» та в «Українському слові», в Англії — у «Визвольному Шляху» та в «Українській думці», у Німеччині йому охоче надавали сторінки в «Шляху перемоги».
Його статті запалювали серця українців до збереження рідної мови і культури, захищали українські громади від асиміляційних впливів, байдужості і сірої буденщини. У 1974 році Іван Боднарук виходить на пенсію і переїздить разом із дружиною до сина Богдана в околиці Чикаго. Але і тут по довгих роках важкої і виснажливої праці не спочиває, а далі працює на ідею відродження української культури в еміграції. Це — робота в Українському Національному музеї, також його улюблена журналістика.
Помер 31 грудня 1990 року та похований у Чикаго.

### Сім'я
Дружина — Леонтія (до шлюбу Коляджин, нар. 1910, Долина), з 1933 року працювала вчителькою Стрийської гімназії.

### Творчий доробок
- Боднарук І. Між двома світами. Вибрані статті про українських письменників / Боднарук Іван // уклад. В. Оліфіренко. — Донецьк : Український культурологічний центр, Донецьке обласне Товариство української мови ім. Т. Г. Шевченка, 1997. — 174 с.
- Боднарук І. Молитва до України / Іван Боднарук // упорядник П. Лаврів. — Львів : СПОЛОМ, 2000. — 576 с., 14 іл.
- Боднарук І. Український буквар для наших найменших / І. Боднарук. — Прудентопіль (Бразилія) : Видавництво. оо. Василіян, 1959. — 77 с.
- Боднарук І. Друга книжечка / І. Боднарук. — Прудентопіль : Видавництво. оо. Василіян, 1953. — 173 с.
- Боднарук І. Великий чернець і народолюбець (У 5-ті роковини смерти Митрополита А. Шептицького) / І. Б. — Прудентопіль : Видавництво оо. Василіян, 1950. — 150 с.